# 居昌慎氏
居昌慎氏（韓語：거창 신씨），是一個以韓國慶尚南道居昌郡為本貫的氏族，2015年時調査有51153人。
始祖是中国宋朝開封人慎修，他在高麗文宗時歸化，兒子慎安因中文能力好，而安排其出任文書工作。

## 行列字
| ○世孫  | 26        | 27        | 28        | 29        | 30        | 31        | 32        | 33        |
| ------ | --------- | --------- | --------- | --------- | --------- | --------- | --------- | --------- |
| 行列字 | 필○（必） | ○구（九） | 병○（炳） | ○종（宗） | ○성（晟） | ○범（範） | 용○（鏞） | ○재（縡） |
| ○世孫  | 34        | 35        | 36        | 37        | 38        | 39        | 40        | 41        |
| 行列字 | 중○（重） | ○규（揆） | ○택（澤） | 상○（相） | ○환（煥） | 기○（基） | ○호（鎬） | 영○（泳） |
| ○世孫  | 42        | 43        | 44        | 45        | 46        | 47        | 48        | 49        |
| 行列字 | ○근（根） | 연○（然） | ○규（圭） | 현○（鉉） | ○원（源） | 동○（東） | ○영（榮） | 재○（載） |

## 名人
- 慎承善：廢妃慎氏的父親，端敬王后的祖父，燕山君的岳父。
- 廢妃慎氏：朝鮮燕山君李㦕之妃
- 慎守勤：端敬王后的父親、朝鮮中宗的岳父
- 端敬王后：朝鮮中宗李懌的元妃